# Championnat d'Europe masculin de rink hockey des moins de 20 ans 1990
Navigation
Championnat d'Europe masculin -20 ans 1989 Championnat d'Europe masculin -20 ans 1991
Le Championnat d'Europe de rink hockey masculin des moins de 20 ans 1990 est la 29e édition de la compétition organisée par le Comité européen de rink hockey et réunissant les meilleures nations européennes des moins de 20 ans. Cette édition a lieu à Barnsley, en Angleterre.
L'équipe d'Italie des moins de 20 ans remporte sa 7e couronne européenne de rink hockey.

## Participants
Huit équipes prennent part à cette compétition.
- Italie
- Portugal
- Espagne
- Suisse
- Pays-Bas
- Angleterre
- Allemagne
- France

## Résultats
Chaque équipe se rencontre une fois.
| Rang | Équipe     | Pts | J | G | N | P | Bp | Bc | Diff |  | Résultats  |  | Portugal |     |      |      |      |      |      |
| ---- | ---------- | --- | - | - | - | - | -- | -- | ---- |  | ---------- |  | -------- | --- | ---- | ---- | ---- | ---- | ---- |
| 1    | Italie     | 13  | 7 | 6 | 1 | 0 | 85 | 13 | +72  |  | Italie     |  | 3-3      | 4-1 | 18-2 | 17-0 | 13-1 | 13-1 | 22-1 |
| 2    | Portugal   | 12  | 7 | 5 | 2 | 0 | 59 | 16 | +43  |  | Portugal   |  |          | 5-5 | 5-4  | 12-0 | 10-2 | 14-1 | 10-1 |
| 3    | Espagne    | 11  | 7 | 5 | 1 | 1 | 53 | 20 | +33  |  | Espagne    |  |          |     | 6-3  | 5-3  | 8-1  | 17-1 | 11-3 |
| 4    | Suisse     | 7   | 7 | 3 | 1 | 3 | 32 | 28 | +4   |  | Suisse     |  |          |     |      | 1-1  | 8-1  | 4-3  | 7-4  |
| 5    | Pays-Bas   | 7   | 7 | 3 | 1 | 3 | 22 | 43 | -21  |  | Pays-Bas   |  |          |     |      |      | 5-1  | 7-3  | 4-3  |
| 6    | Angleterre | 4   | 7 | 2 | 0 | 5 | 12 | 53 | -41  |  | Angleterre |  |          |     |      |      |      | 2-1  | 5-2  |
| 7    | Allemagne  | 2   | 7 | 1 | 0 | 6 | 14 | 60 | -46  |  | Allemagne  |  |          |     |      |      |      |      | 4-3  |
| 8    | France     | 0   | 7 | 0 | 0 | 7 | 19 | 63 | -44  |  | France     |  |          |     |      |      |      |      |      |